# Geoffrey Palmer
Geoffrey Dyson Palmer (Londres, 4 de junio de 1927 - Buckinghamshire, 5 de noviembre de 2020) fue un actor británico, más conocido por su papel como Lionel Hardcastle en la serie de televisión británica As Time Goes By.

## Biografía
Siendo desmovilizado de los Marines Reales, Palmer se volvió al teatro, uniéndose a una sociedad de dramaturgos locales con poca experiencia. Se convirtió en el asistente de dirección de escenario en el Q Theatre, cerca del Kew Bridge, y más tarde en el
Grand Theatre en Croydon. Pasó varios años realizando giras con una compañía teatral, donde fue un actor principalmente. Uno de sus primeros papeles en televisión fue como un agente de propiedad en Cathy Come Home, un drama documental transmitido en el Reino Unido en 1966.
Palmer captó la atención con su actuación en la obra de John Osborne, West of Suez, en el Royal Court Theatre, donde actuó junto a Ralph Richardson. A partir de entonces actuó en producciones importantes en el Royal Court Theatre y en el Royal National Theatre. En la televisión muchos de sus papeles eran como un malhumorado bufón de clase media, conocido por ser cómico sin tener que cambiar sus rasgos faciales. Dos de sus actuaciones en sitcoms atrajeron la atención en los años 1970: el desgraciado cuñado de Reggie Perrin en The Fall and Rise of Reginald Perrin y el flemático Ben Parkinson en Butterflies de Carla Lane. Palmer también ha aparecido en producciones escritas por David Nobbs, siendo la más reciente la comedia radial The Maltby Collection.
Palmer coprotagonizó junto a Judi Dench la sitcom As Time Goes By durante más de una década. La serie fue retransmitida extensivamente en los Estados Unidos en PBS y BBC America. En 1997 Palmer tuvo la oportunidad de volver a actuar junto a Dench en el filme de James Bond El mañana nunca muere, donde interpreta al Almirante Roebuck, y en el filme Mrs. Brown como el secretario privado de la reina Victoria, Sir Henry Ponsoby.
Su distintiva voz lo ha llevado a trabajar en varios comerciales y como narrado. Uno de sus trabajos más destacados es Grumpy Old Men. También narró la versión de audiolibro de Cuento de Navidad lanzada como un podcasting en 2005 por Penguin Books.
En 2007, Palmer trabajó con Silksound Books para grabar Diary of a Nobody de George Grossmith como un audiolibro en línea.
Palmer vive en Great Missenden (Buckinghamshire). Está casado con Sally Green desde 1963, con quien tiene dos hijos,  Charles y Harriet.
Palmer murió el 5 de noviembre de 2020, a la edad de 93 años.

## Filmografía selecta

### Televisión
- Henry IV, Part II (2012, telefilme)
- Rev. (2011, un episodio)
- Agatha Christie's Poirot (2009, un episodio)
- The Long Walk to Finchley (2008)
- Ashes to Ashes (2008, un episodio)
- He Knew He Was Right (2004)
- Absolute Power (2003)
- The Savages (2001)
- As Time Goes By (1992-2005)
- Inspector Morse (1990, un episodio)
- Blackadder Goes Forth (1989, un episodio)
- Executive Stress (1988)
- Fairly Secret Army (1984)
- Whoops Apocalypse (1982)
- The Goodies (1980)
- Fawlty Towers (1979, un episodio)
- Butterflies (1978)
- The Fall and Rise of Reginald Perrin (1976)
- Doctor Who (tres episodios)
- Cathy Come Home (1966)
- The Army Game (1958-1959)

### Cine
- Paddington (2014)
- Run for Your Wife (2012)
- La Pantera Rosa 2 (2009)
- Flushed Away (2006, voz)
- Peter Pan (2003)
- Anna and the King (1999)
- El mañana nunca muere (1997)
- Mrs. Brown (1997)
- The Madness of King George (1994)
- Hawks (1988)
- A Fish Called Wanda (1988)
- Clockwise (1986)
- A Zed & Two Noughts (1985)
- O Lucky Man! (1973)